# Jułowskij (rejon celiński)
Jułowskij (ros. Юловский) – osiedle w Rosji, w obwodzie rostowskim, w rejonie celińskim. W 2010 liczyło 1161 mieszkańców.